# Peter IV. Rareš
Peter IV. Rareš (moldavsko Petru Rareș, Petru IV) je  bil dvakrat knez Moldavije  (romunsko voievod), prvič od 20. januarja 1527 do 18.  septembra 1538 in drugič od  19. februarja 1541 do  3. septembra 1546, * okoli 1483, † 3. september 1546. 
Bil je nezakonski sin kneza Štefana Velikega, rojen verjetno v Harlau, Moldavija. Mati je bila Marija Rarešoara Harlauska, ki ni zgodovinsko dokumentirana, bila pa naj bi žena bojarja, premožnega trgovca z ribami z vzdevkom Rareș - Redkolasi (se pravi Plešasti).  Rareš torej ni bil Petrujev priimek, ampak vzdevek materinega moža. 
V mladosti je bil tudi on trgovec z ribami. Knez Štefan IV. Moldavski, vnuk Štefana Velikega, je na svoji smrtni postelji predlagal Petra za primernega naslednika moldavskega prestola, ker je bil potomec Štefana Velikega. Peter  je imel veliko očetovih lastnosti: bil je ambiciozen, hraber, pobožen in imel smisel za umetnost, bil pa je tudi nestanoviten in brez političnega  posluha.  

## Prvo vladanje
V spopadih med Ferdinandom I. Habsburškim in Ivanom  Zapoljo za ogrski prestol se je sprva postavil na Ferdinandovo stran, ko pa je sultan Sulejman Veličastni za ogrskega kralja priznal Zapoljo, je prestopil na njegovo stran in za nagrado dobil trdnjavo Bistrico. Na Zapoljevi strani je 22. junija 1529 pri Feldioari popolnoma  porazil Ferdinanda I. in za nagrado dobil še Ugurašul. Rarešu kljub velikim naporom ni uspelo osvojiti Bistrice, po nekaj tednih obleganja pa mu oktobra 1529 ni uspelo osvojiti niti Brašova. Načrtov, da bi zavladal v Transilvaniji mu še zdaleč ni uspelo uresničiti. Zadovoljiti se je moral s Ciceujem in Cetateo de Balta, kjer je  vladal njegov oče, in škofijo Vad.
Svojo pozornost je preusmeril proti Poljski in leta 1530 zasedel Pokutje. Poljski general Jan Tarnovski ga je od tam kmalu pregnal, ko je Rareš ponovno zasedel Pokutje, pa ga je Tarnovski 22. avgusta 1531 pri Obertinu z izjemno taktiko popolnoma porazil.
Dogodki so ga prisilili, da se je vrnil v Transilvanijo, kamor je sultan poslal italijanskega pustolovca Lodovica Grittija, da bi vzpostavil red. Transilvanski voievod Štefan Majláth in deželni plemiči so Grittija prisilili, da se je umaknil v Medijaš, Rareš pa je dobil sultanov ukaz, da Grittija osvobodi. V Transilvanijo je poslal tudi svojega zaupnega vazala Huruja, ki Grittiju ni pomagal, ampak ga je zvabil v past in izročil sovražnikom, ki so ga na kraju samem ubili (1534). Rareš je zatem ubil tudi Grittijeve sinove, ki so prišli v Moldavijo. 
Sultan je bil v tem času zapleten v vojno s Perzijo in se ni utegnil maščevati. Rareš je zato lahko svobodno spletkaril med Ferdinandom in Zapoljo. Poljaki so se zaman trudili, da bi ga leta 1538 zamenjali in pozvali sultana, naj ga kaznuje. Rareša so začeli zapuščati njegovi bojarji. Po spopadu s turško-tatarsko-poljsko vojsko na čelu s Sulejmanom Veličastnim, ki je na prestol pripeljal Štefana IV., je bil prisiljen na beg v svojo transilvansko trdnjavo Ciceu.
Rareš naj bi na begu dva tedna blodil po neprehodnih gozdovih Transilvanije in se s težavo prebijal skozi gosto rastje. Lačnega, žejnega in obupanega je našla skupina ribičev, ki ga je prepoznala in poskrbela zanj. Ko si je opomogel, so ga domačini oblekli v ribiška oblačila in mu pokazali bližnjico do njegove citadele.

## Drugo vladanje
V Transilvaniji in Moldaviji se je začelo dve leti dolgo obdobje političnih sprememb, preden je Petru uspelo pridobiti sultanovo odpuščanje in v začetku leta 1541 ponovno zasesti  moldavski prestol. Po vrnitvi je ujel vojvodo Aleksandra  Cornea in njegove zveste bojarje in jih pobil. V vojne se ni več spuščal, zlasti zato, ker ni več ohranjal povezav z Muntenijo, kje so ubili njegovega zeta Vlada VII. Vintilo. Prav tako ni mogel zasesti Budjaka, ki ga je zasedel Sulejman, niti citadel Ciceu in Cetatea de Baltă, ker je Jurij Martinuzzi porušil njihova obzidja. Leta 1544 je zasedel samo nekaj manjših fevdov.
Leta 1541 je na sultanov ukaz v Fagarašu ujel transilvanskega vojvodo Štefana Majlátha in ga poslal v Konstantinopel. 
Leta 1542 je poskušal zavzeti Bistrico, vendar mu to ni uspelo.  Naslednji neuspeh je bilo njegovo navdušeno vpletanje v načrte za križarski pohod krščanskih knezov proti Osmanskemu cesarstvu. vODJI načrtovanega pohoda Joahimu II. Brandenburškemu je celo posodil 200.000 forintov. Med obleganjem Budima leta 1542 so načrte za pohod opustili. 

## Smrt
Rareš je umrl 3. septembra 1546 kot turški vazal. Pokopan je bil v samostanu Probota, ki ga je sam ustanovil. 

## Zapuščina
Na cerkvenem in umetniškem področju je nadaljeval tradicijo,  ki jo je podedoval od Štefana Velikega. S pomočjo svoje žene Jelene je zgradil in popravil številne cerkve, med drugim v Baiji, Botošani, Harlau, Targu Frumos in Romanu. Za njegov najlepši dosežek velja za samostan Probota.

## Otroci
Z Marijo, ubito 28. junija 1529,je imel
- Bogdana (umrl 3. septembra 1534
- Ano (umrla 1545), poročeno z vlaškim knezom Vladom VI.
- Čiajno (okoli 1525-1588), poročeno z vlaškim knezom Mircea V. Pastir Mirceo V.

S srbsko princeso Jeleno Branković, hčerko srbskega despota Jovana Brankovića, zadavljeno leta 1552, se je poročil leta 1530. Z njo je imel
- Marijo (1536-1614), poročeno z bojarjem Radujem Balico; njena sinova sta bil kneza Jeremija (Vlaška) in Simion I. (Moldavija)
- Ilijo II. Rareša (rojen 1531), kneza Moldavije
- Štefana VI. Rareša (rojen 1532), kneza Moldavije
- Konstantina (1542 – 26. marec 1554, Konstantinopel)
- Ruksandro (umrla 1570), poročeno z moldavskim knezom Aleksandrom IV.

S saško kneginjo Katarino Kronstadtsko je imel nezakonskega sina
- Janka V. Sasula, kneza Moldavije

Z neznano žensko je imel nezakonskega sina
- Bogdana Konstantina (umrl 1573), pretendenta za moldavski prestol

## Vir
- Constantinescu, Radu (1978). Moldova și Transilvania în vremea lui Petru Rareș: Relații politice și militare (1527-1546). București: Direcția Generală a Arhivelor Statului.
- Denize, Eugen (1995). Țǎrile române și Veneția: Relațiile politice (1441–1541): De la Iancu de Hunedoara la Petru Rareș. București: Editura Albatros.
- Gorovei, Ștefan (1982). Petru Rareș 1527-1538, 1541–1546. București: Editura militară.
- Șimanschi, Leon, ur. (1978). Petru Rareș. București: Editura Academiei.
- Ursu, Ion (1908). Die auswärtige Politik des Peter Rareș, Fürst von Moldau (1527-1538). Wien: Konegen.

| Peter IV. Rareš Rojen: okoli 1483 Umrl: 3. september 1546 |                                  |                            |
| Vladarski nazivi                                          |                                  |                            |
| Predhodnik: Štefan IV.                                    | Knez/Vojvoda Moldavije 1527–1538 | Naslednik: Štefan IV.      |
| Predhodnik: Aleksander Cornea                             | Knez/Vojvoda Moldavije 1541–1546 | Naslednik: Ilija II. Rareš |